# Państwo (dialog)

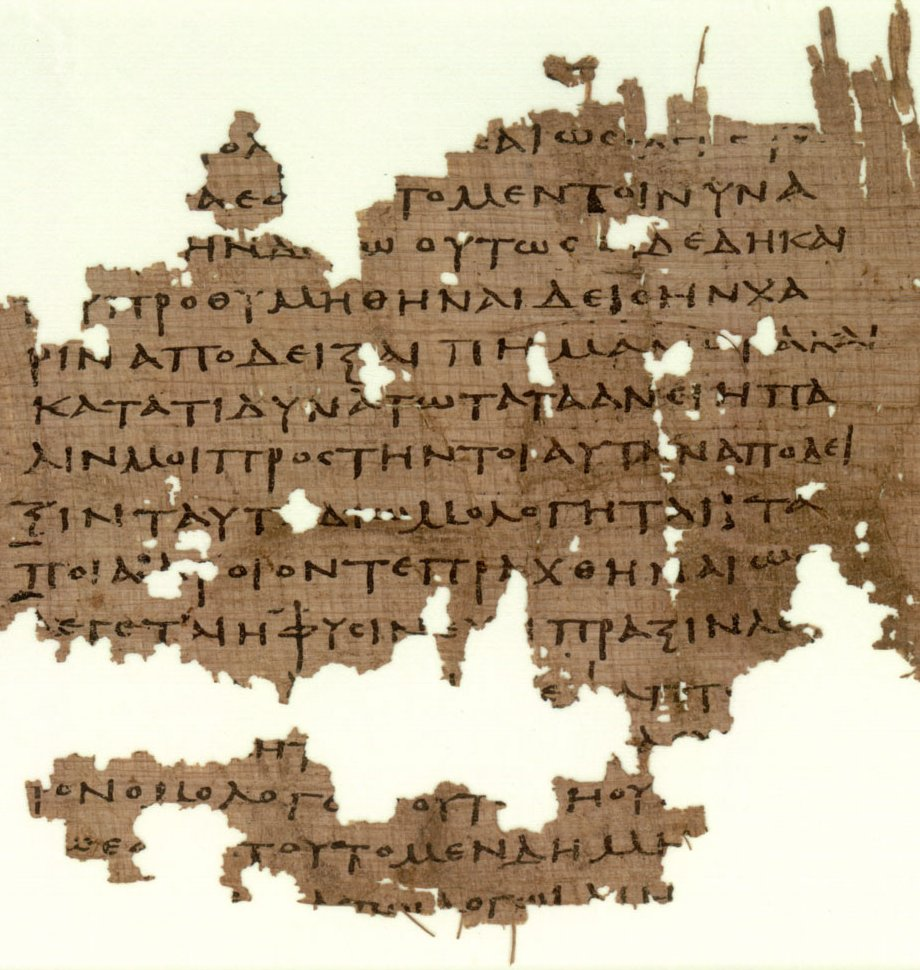
P. Oxy. 3679, pochodzący z III wieku n.e.

Państwo (gr. Πολιτεία, Politeia) – dzieło filozoficzno-polityczne filozofa greckiego Platona powstałe ok. 380 roku p.n.e., napisane w formie dialogu. Platon przedstawia w nim syntezę swoich poglądów na temat funkcjonowania społeczeństwa i ogólnie tego, co nazywa φιλοσοφία περὶ τὰ ἀνθρώπινα (philosophia peri ta anthropina) – „filozofią rzeczy ludzkich”. Porusza szereg zagadnień dotyczących etyki, filozofii politycznej, epistemologii, ontologii i etyki medycyny. Można w tym dziele odnaleźć także zalążki idei, które dzisiaj nazwalibyśmy komunistycznymi oraz teorii ekonomicznej. Platon zadawał sobie w tym dialogu pytanie Co to jest sprawiedliwość?; poszukując idealnego wzorca państwa i sprawiedliwości. Oryginalny tytuł to Πολιτεία (Politeia).

## Sceneria i przedstawione postacie
Państwo jest najdłuższym platońskim dialogiem – składa się z 10 ksiąg oraz prologu i epilogu.
- Sokrates
- Trazymach, sofista
- Kefalos
- Polemarch, syn Kefalosa
- Glaukon, brat Platona
- Adejmantos, brat Platona
- Klejtofon

## Przegląd treści dialogu Erica Voegelina[1]

### Prolog
- I a Zejście do Pireusu
- I b Kefalos. Sprawiedliwość według starszego pokolenia
- I c Polemarch. Sprawiedliwość według średniego pokolenia
- I d Trazymach. Sprawiedliwość według sofisty.

### Wprowadzenie
- II Pytanie: Czy sprawiedliwość jest lepsza od niesprawiedliwości?

### Część I: Pochodzenie i ustrój polis
- II a Pochodzenie polis
- II b Wykształcenie strażników
- III Ustrój polis
- IV Sprawiedliwość w polis

### Część II: Ucieleśnienie idei
- V a Cielesna jedność polis
- V b Rządy filozofów
- VI Idea dobra
- VII Wykształcenie filozofów

### Część III: Upadek polis
- VIII a Timokracja
- VIII b Oligarchia
- VIII c Demokracja
- VIII c Tyrania

### Zakończenie
- IX Odpowiedź: Sprawiedliwość jest lepsza od niesprawiedliwości

### Epilog
- X a Odrzucenie sztuki mimetycznej
- X b Nieśmiertelność duszy
- X c Korzyści ze sprawiedliwości za życia
- X d Ocena czekająca po śmierci

Bertrand Russell wydziela trzy części Państwa Platona:
- Księgi I-V: część o utopii, przedstawianie idealnego społeczeństwa, próby definiowania sprawiedliwości;
- Księgi VI-VII: filozofowie ukazani jako idealni władcy takiego społeczeństwa, ta część tekstu koncentruje się na definiowaniu, czym filozof jest;
- Księgi VIII-X: dyskusja o kilku faktycznie istniejących formach rządów, ich złe i dobre strony.